# Synagoga Moszka Fajtlowicza w Łodzi
Synagoga Moszka Fajtlowicza w Łodzi – prywatny dom modlitwy znajdujący się w Łodzi przy ulicy Północnej 9.
Synagoga została zbudowana w 1896 roku z inicjatywy Moszka Fajtlowicza. Mogła ona pomieścić 30 osób. Podczas II wojny światowej hitlerowcy zdewastowali synagogę.